# Challenger de Morelos 2019
El torneo Morelos Open 2019 es un torneo profesional de tenis. Pertenece al ATP Challenger Series 2019. Se disputará su 6.ª edición sobre superficie dura, en Cuernavaca, México del 18 al 24 de febrero de 2019.

## Jugadores participantes del cuadro de individuales
| Favorito | País                               | Jugador             | Rank1 | Posición en el torneo                                 |
| -------- | ---------------------------------- | ------------------- | ----- | ----------------------------------------------------- |
| 1        | Bandera de Serbia                  | Pedja Krstin        | 174   | Segunda ronda, perdió contra Tomás Barrios            |
| 2        | Bandera de Ecuador                 | Roberto Quiroz      | 182   | Cuartos de final, perdió contra Steven Diez           |
| 3        | Bandera de Estados Unidos          | Ernesto Escobedo    | 206   | Segunda ronda, perdió contra Gerardo López Villaseñor |
| 4        | Bandera de Colombia                | Daniel Elahi Galan  | 233   | Tercera ronda, perdió contra Facundo Mena             |
| 5        | Bandera de Estados Unidos          | Christian Harrison  | 247   | Tercera ronda, perdió contra Gonzalo Escobar          |
| 6        | Bandera de la República Dominicana | Roberto Cid Subervi | 249   | Segunda ronda, perdió contra Renzo Olivo              |
| 7        | Bandera de Colombia                | Santiago Giraldo    | 252   | Tercera ronda, perdió contra Steven Diez              |
| 8        | Bandera de Dinamarca               | Mikael Torpegaard   | 262   | Segunda ronda, perdió contra João Menezes             |

- 1 Se ha tomado en cuenta el ranking del 11 de febrero de 2019.

### Otros participantes
Los siguientes jugadores recibieron una invitación (wild card), por lo tanto ingresan directamente al cuadro principal (WC):
- Lucas Gómez
- Gerardo López Villaseñor
- Manuel Sánchez Montemayor
- Juan Alejandro Hernández

Los siguientes jugadores ingresan al cuadro principal tras disputar el cuadro clasificatorio (Q):
- Gonzalo Villanueva
- Manuel Guinard

## Campeones

### Individual Masculino
- Matías Franco Descotte derrotó en la final a  Gonzalo Escobar, 7–6 (5), 6–4

### Dobles Masculino
- André Göransson /  Marc-Andrea Hüsler derrotaron en la final a  Gonzalo Escobar /  Luis David Martínez, 6–7(4), 7–6(5), [11–9]